# Clínica de Santa Madrona

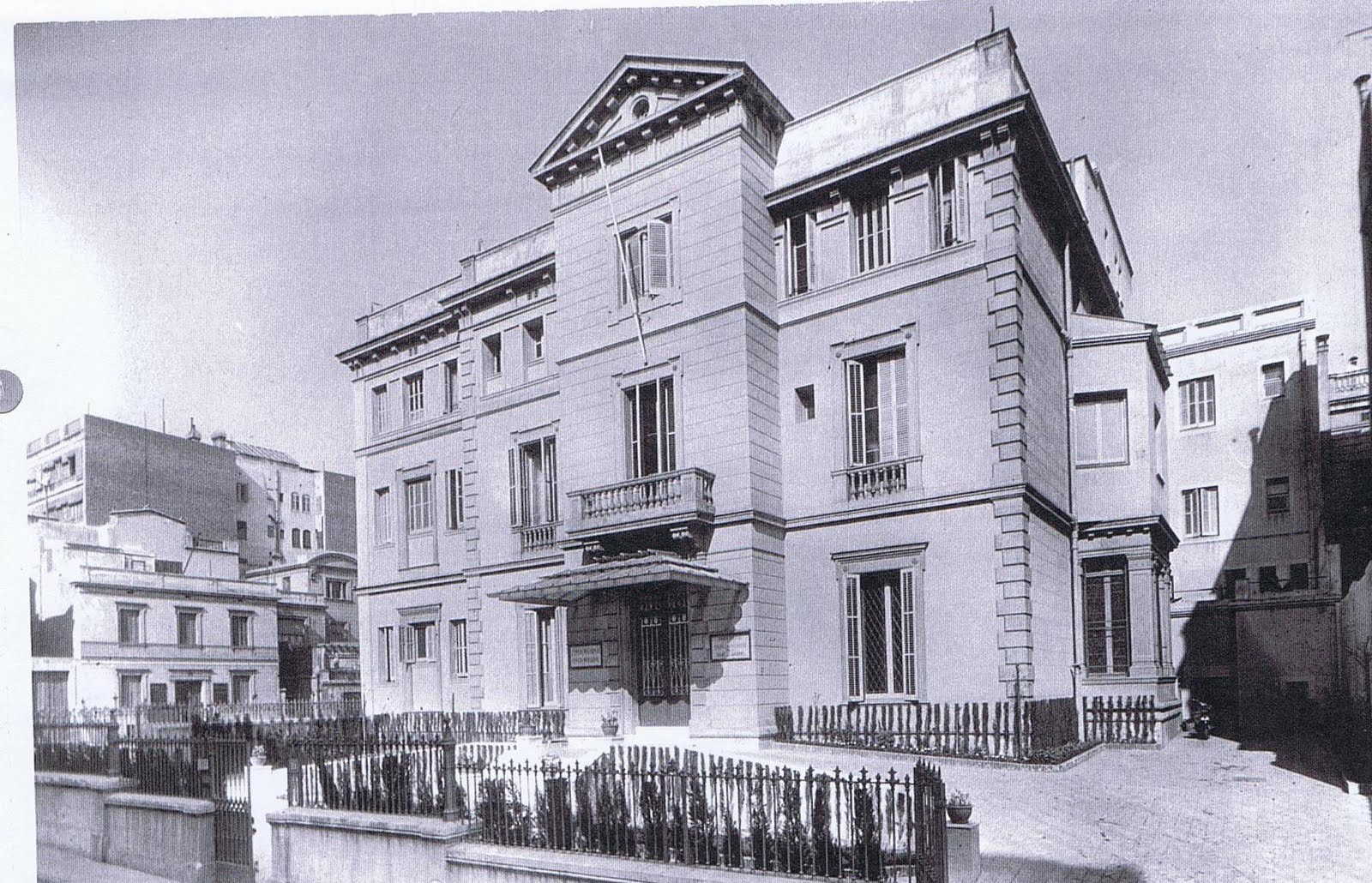
Clínica Maternal Santa Madrona (c.Aragó 300)

La Clínica de Santa Madrona fou una de les principals clíniques de maternitat de la ciutat de Barcelona. Pertanyent a l'Obra Social de La Caixa, va tancar el 1983, i l'edifici fou enderrocat per construir-hi oficines.

## Història
El 1900, el sacerdot Gaietà Soler i Perejoan funda el Montepío de Santa Madrona per donar assistència sanitària a les dones. L'any 1920 Francesc Moragas i Barret, fundador de la Caixa de Pensions l'integra a l'Obra Social de La Caixa dins l'Institut de la Dona que Treballa.
Aquest Institut de la Dona que Treballa és convertit en l'Institut Santa Madrona que va agrupar els diferents centres assistencials de l'entitat: els dispensaris de Via Laietana, la Clínica de Medicina (carrer Jesús i Maria), la Clínica de Cirurgia (carrer de l'Escorial, 177) i, especialment, la Clínica de Maternitat.
La Clínica de Maternitat primer va tenir l'adreça al carrer Torrent de les Flors 154, fins que l'any 1951 va ser traslladada a un palauet modernista del carrer d'Aragó 300 a la cantonada amb el passatge Méndez Vigo.
També es creà l'Escola Universitària d'Infermeria Santa Madrona, amb seu durant molts anys a l'antiga Clínica de Cirurgia.

## Impacte social
A principis del segle xx, el costum era que els parts es realitzessin en els domicilis particulars que, en molts casos, no disposaven de les mínimes condicions d'higiene. La posada en marxa de la maternitat de Santa Madrona, adreçada especialment a les dones de classes populars, va permetre oferir una atenció sanitària en un entorn adequat.
La popularitat de la Clínica de Santa Madrona fins a la seva desaparició fou tanta, que es comentava que mitja Barcelona hi havia nascut.

## Desaparició
El 30 de setembre de 1983, es produeix el tancament de la Clínica, en considerar La Caixa que 'les entitats públiques han assumit ja les necessitats socials en el camp de la sanitat', i els serveis sanitaris a les afiliades a l'Institut de Santa Madrona es transferiren a la Clínica Dexeus de Barcelona
Finalment, l'any 1990, l'empresa Carburos Metálicos adquirí l'antiga clínica a La Caixa, i l'enderrocà per construir-hi la seu social.